# ヴァリスX
『ヴァリスX』（ヴァリスクロス）は、日本のコンピューターアダルトゲームである。
2006年2月より日本テレネットが版権元として運営していたダウンロード販売サイトBB5.jpなどで5部作として販売され、後にCD-ROM媒体のパッケージ版も販売された。
本作は日本テレネットの経営上の失敗を打開すべく、イーアンツが製作し、原画を川合正起が、シナリオをきもとべなたかが担当した。
本作は、かつて日本テレネットより発売されていたアクションゲーム『夢幻戦士ヴァリス』の第1作と第2作をアドベンチャーゲームとしてリメイクした作品だが、オリジナル版と比べる余地がないほどに凌辱的な性的描写が多数盛り込まれており、これを巡って物議を醸すこととなった（詳細は後述）。なお、「ヴァリス」の名前が冠されているが、従来の『夢幻戦士ヴァリス』シリーズの細かいストーリーとキャラクターの性格設定は踏襲されていない。また、日本テレネットは本作発売の翌年の2007年10月に約10億円の負債による事業停止を発表し、事実上倒産した。その後、過去作品の『アークス』『魔法の少女シルキーリップ』は、権利を譲渡されたメーカーによりアダルトゲーム化された。

## 内容
主人公の麻生 優子は、親友の桐島 麗子とともに雨宿りをしていたところを異世界に召喚される。来て早々暗黒界の魔王ログレスが現れてツタの怪物を召喚し、優子を強姦する。次いで現れた魔術師ヴァルナによってヴァリアの剣を授けられた優子は超戦士となって窮地を脱する。その後、ヴァルナの母にして夢幻界（ヴァニティ）の女王ヴァリアから夢幻界を救ってくれと頼まれる。現実世界への影響もかんがみて、優子は頼みを引き受ける。やがて、優子は暗黒界の住民・チャムと出会ったり、麗子と再会を果たしながら、ログレスのもとを目指す。
エンディングは、「優子のみが現実世界に帰還する」「夢幻界に平和が訪れるが、優子がヴァリスの力を吸収され続ける」「優子が魔王ログレスと合体して現実世界に侵攻する」の3つである。
また、『麗子・傷だらけの戦士』は『優子・もうひとつの運命（さだめ）』を麗子の視点から描いた内容である。

## シリーズ作品
価格はいずれも税込2,940円。
1. 優子・もうひとつの運命（さだめ）
（BB5先行販売3月17日、一般販売4月21日）
2. 麗子・傷だらけの戦士
（BB5先行販売4月21日、一般販売5月19日）
3. ヴァルナ・母と娘（こ）の苦悩
（BB5先行販売5月19日、一般販売6月16日）
4. チャム・新たなる戦友（とも）
（BB5先行販売6月16日、一般販売7月21日）
5. 目覚めよ! ヴァリスの戦士たち
（BB5先行販売7月21日、一般販売8月18日）

## 登場人物
麻生 優子（あそう ゆうこ）
声：東かりん
3サイズ B82 W61 H85
普通の女子高生として暮らしていたが、ヴァリアの手によって夢幻界に召喚される。親友の麗子との戦いの果てに、麗子のことを恋愛対象として愛していた自分に気付く。
桐島 麗子（きりしま れいこ）
声：伊藤瞳子
3サイズ B78 W60 H82
優子の親友だが、輪姦されてしまったことがきっかけで優子と疎遠になっていた。ログレスによって暗黒界に召喚され、暗黒界の戦士という刷り込みをされ、優子と殺し合うことになる。
ヴァルナ
声：中原ありす
3サイズ B86 W60 H86
ヴァリアの娘である魔術師。夢幻界のために優子に協力する。
チャム
声：榎津まお
3サイズ B83 W59 H85
元は暗黒界の人間だが、優子に手を貸す戦士の少女。明るく好奇心旺盛で人懐っこい性格のため、子供っぽく見られることも少なくない。ログレスの部下グラメスに対して憧れを持っている。
ヴァリア
声：韮井叶
夢幻界（ヴァニティ）の女王。ログレスの侵攻を阻止すべく、優子を夢幻界に召喚する。
魔王ログレス
声：谷俊介
暗黒界（ヴェカンティ）の支配者。夢幻界を滅ぼし、新たな神になろうとしている。桐島麗子を召喚し、彼女を夢幻界に向かわせる。
残忍将メガス
声：本田啓吾
ログレスの部下。権謀術数に長け、卑劣極まる策略を得意とする。その策略も「残忍将」の二つ名に相応しく残酷なものがほとんどで、味方も平気で巻き込むため、暗黒界に住む者たちからも恐れられている。ログレスに対する忠誠も怪しい。
破壊将グラメス
声：事務台車
ヴェカンティ一の剣士でログレスの部下。メガスとは正反対に策略に頼らず、自ら先頭に立って正々堂々と戦う武人。自身も良い兄貴分な性格をしているため、暗黒界の兵士たちから慕われているほか、チャムも目標としている。

## 本作を巡る議論
ビキニアーマーというお色気要素を内包しつつも健全かつ硬派なヒロイックファンタジーとして認知されていた『夢幻戦士ヴァリス』シリーズを、発売メーカーが自ら、アクション性を廃したアダルトアドベンチャーゲームへとコンセプトを変更して発表したことは、極めて異例の事態であった。このあまりの方針転換は、旧来のファンを激怒させただけでなく、初期から作品を手がけてきたスタッフ陣（特にキャラクターデザインのスタッフ）が不快感を示し、ついには不買運動にまで発展した。
旧シリーズ第1作で日本テレネット社員として原案とキャラクターデザインを担当したPiXELは自身のサイトに設置している電子掲示板で、18禁化に関して個人の創作活動においては反対しないが、版元である日本テレネットが行った18禁化については「公式」という立場の側が行ったことに否定的見解を示すと共に反対の立場を表明し、また「かつて自社を支えてくれたファンの存在を忘れた行為によって恨みを買い、築き上げてきた信用を失っても、仕方ない」と述べた。そして、漫画版の作者ZOLも苦言を呈するコメントを残した。

### 評価
イギリスに拠点を置くゲームニュースおよびレビューサイトのGamesRadar+は2010年に、本作を「高校時代に好きだった少女がクスリをやる金を稼ぐため、いかがわしい場所でフェティッシュなショーに出ているのを見るようなもの」であり、「死んでいた方がよかったゲーム」として紹介している（原文）。
多根清史は共著『超エロゲー ハードコア』の中で、アダルトゲームとしての本作について評論を寄せている。その中で多根は、異世界を舞台としているだけあって、ビキニアーマーのヒロインが触手やモンスターに凌辱されるという『二次元ドリーム文庫』の法則に忠実ですがすがしくもあるとしつつも、シリーズの原点にリスペクトをささげるのは意外だと述べ、具体例として優子のスライディング。一方で、多根は選択肢が物語全体を通して5つしかなく、展開があまり変わらない点を指摘している。また、多根はエンディングの内容がいずれも方向性が違うだけのバッドエンドだと指摘し、優子のみが帰還するエンディングでは麗子の消息が分からないため後味が最悪だとし、魔王ログレスと合体して現実世界に侵攻するエンディングでは優子が身ごもったモンスターを出産しながら相手を攻撃してくるため、ファンの心をえぐる内容だったと述べている。さらに、多根は『麗子・傷だらけの戦士』にいたってはCGが使いまわされていると述べている。